# Echiniscus mediantus
Echiniscus mediantus är en djurart som tillhör fylumet trögkrypare, och som beskrevs av Ernst Marcus 1930. Echiniscus mediantus ingår i släktet Echiniscus och familjen Echiniscidae. Inga underarter finns listade i Catalogue of Life.